# Le Samyn 2025
La 57e édition du Samyn (officiellement : Ename Samyn Classic 2025), une course cycliste masculine sur route, a lieu en Belgique le mardi 4 mars 2025. L'épreuve est disputée sur 199,1 kilomètres entre Quaregnon et Dour. Elle fait partie du calendrier UCI Europe Tour 2025 en catégorie 1.1 ainsi que de la coupe de Belgique 2025 dont elle est la première épreuve.

## Parcours
Partant de la Grand-Place de Quaregnon, les coureurs parcourent 111,8 km relativement plats avant de franchir une première fois la ligne d'arrivée tracée sur la place Émile Vandervelde à Dour. Ensuite, ils accomplissent trois fois le circuit local long de 29,1 km comprenant la côte de la Roquette et la côte des Nonnettes ainsi que trois secteurs pavés : la rue de Belle Vue (500 m), la rue du Vert Pignon (1 600 m) et la rue Chasse de la Motte (300 m).

## Équipes participantes
25 équipes participent au Samyn 2025 : 9 UCI WorldTeams, 9 UCI ProTeams et 7 équipes continentales.
| WorldTeams (9)- Intermarché-Wanty - Arkéa-B&B Hotels - Alpecin-Deceuninck - XDS Astana Team - Team Picnic-PostNL - Groupama-FDJ - Bahrain-Victorious - Lidl-Trek - Soudal Quick-Step ProTeams (9)- Lotto - Team TotalEnergies - Uno-X Mobility - Team Novo Nordisk - Euskaltel-Euskadi - Unibet Tietema Rockets - Wagner Bazin WB - Team Flanders-Baloise - Israel-Premier Tech Équipes continentales (7)- Van Rysel-Roubaix - Tarteletto-Isorex - Lotto Kern-Haus PSD Bank - BEAT Cycling - Illes Balears Arabay - Volkerwessels Cycling Team - Diftar Continental Cycling Team |
| |

## Classements

### Classement final
| \| Classement général \| Classement général \| Classement général \| Classement général \| Classement général \| \| Coureur \| Coureur \| Pays \| Équipe \| Temps \| \| ------------------ \| -------------------- \| ------------------ \| ---------------------- \| ------------------ \| \| 1er \| Mathieu van der Poel \| Pays-Bas \| Alpecin-Deceuninck \| 4 h 19 min 39 s \| \| 2e \| Paul Magnier \| France \| Soudal Quick-Step \| + 0 s \| \| 3e \| Émilien Jeannière \| France \| Team TotalEnergies \| + 0 s \| \| 4e \| Jenthe Biermans \| Belgique \| Arkéa-B&B Hotels \| + 0 s \| \| 5e \| Lewis Askey \| Royaume-Uni \| Groupama-FDJ \| + 0 s \| \| 6e \| Stian Fredheim \| Norvège \| Uno-X Mobility \| + 0 s \| \| 7e \| Hugo Hofstetter \| France \| Israel-Premier Tech \| + 0 s \| \| 8e \| Alessandro Romele \| Italie \| XDS Astana Team \| + 0 s \| \| 9e \| Amaury Capiot \| Belgique \| Arkéa-B&B Hotels \| + 0 s \| \| 10e \| Lukáš Kubiš \| Slovaquie \| Unibet Tietema Rockets \| + 0 s \| |                      |             |                        |                 |
| |                      |             |                        |                 |
| Source : ProCyclingStats |                      |             |                        |                 |
| Classement général |                      |             |                        |                 |
| Coureur | Coureur              | Pays        | Équipe                 | Temps           |
| 1er | Mathieu van der Poel | Pays-Bas    | Alpecin-Deceuninck     | 4 h 19 min 39 s |
| 2e | Paul Magnier         | France      | Soudal Quick-Step      | + 0 s           |
| 3e | Émilien Jeannière    | France      | Team TotalEnergies     | + 0 s           |
| 4e | Jenthe Biermans      | Belgique    | Arkéa-B&B Hotels       | + 0 s           |
| 5e | Lewis Askey          | Royaume-Uni | Groupama-FDJ           | + 0 s           |
| 6e | Stian Fredheim       | Norvège     | Uno-X Mobility         | + 0 s           |
| 7e | Hugo Hofstetter      | France      | Israel-Premier Tech    | + 0 s           |
| 8e | Alessandro Romele    | Italie      | XDS Astana Team        | + 0 s           |
| 9e | Amaury Capiot        | Belgique    | Arkéa-B&B Hotels       | + 0 s           |
| 10e | Lukáš Kubiš          | Slovaquie   | Unibet Tietema Rockets | + 0 s           |

### Liste des participants
| Intermarché-Wanty IWA | Intermarché-Wanty IWA    | Intermarché-Wanty IWA |
| --------------------- | ------------------------ | --------------------- |
| Num                   | Coureur                  | Pos                   |
| 1                     | Laurenz Rex (BEL)        | AB                    |
| 2                     | Huub Artz (NED)          | 113e                  |
| 3                     | Adrien Petit (FRA)       | 84e                   |
| 4                     | Arne Marit (BEL)         | 12e                   |
| 5                     | Luca Van Boven (BEL)     | 15e                   |
| 6                     | Taco van der Hoorn (NED) | 89e                   |
| 7                     | Gijs Van Hoecke (BEL)    | 92e                   |

| Arkéa-B&B Hotels ARK | Arkéa-B&B Hotels ARK   | Arkéa-B&B Hotels ARK |
| -------------------- | ---------------------- | -------------------- |
| Num                  | Coureur                | Pos                  |
| 11                   | Florian Sénéchal (FRA) | 54e                  |
| 12                   | Jenthe Biermans (BEL)  | 4e                   |
| 13                   | Amaury Capiot (BEL)    | 9e                   |
| 14                   | Baptiste Gillet (FRA)  | 68e                  |

| Arkéa-B&B Hôtels Continentale ___ | Arkéa-B&B Hôtels Continentale ___ | Arkéa-B&B Hôtels Continentale ___ |
| --------------------------------- | --------------------------------- | --------------------------------- |
| Num                               | Coureur                           | Pos                               |
| 15                                | Swann Gloux (FRA)                 | 132e                              |

| Arkéa-B&B Hotels ARK | Arkéa-B&B Hotels ARK | Arkéa-B&B Hotels ARK |
| -------------------- | -------------------- | -------------------- |
| Num                  | Coureur              | Pos                  |
| 16                   | Luca Mozzato (ITA)   | 63e                  |

| Arkéa-B&B Hôtels Continentale ___ | Arkéa-B&B Hôtels Continentale ___ | Arkéa-B&B Hôtels Continentale ___ |
| --------------------------------- | --------------------------------- | --------------------------------- |
| Num                               | Coureur                           | Pos                               |
| 17                                | Emmanuel Houcou (FRA)             | 95e                               |

| Alpecin-Deceuninck ADC | Alpecin-Deceuninck ADC     | Alpecin-Deceuninck ADC |
| ---------------------- | -------------------------- | ---------------------- |
| Num                    | Coureur                    | Pos                    |
| 21                     | Mathieu van der Poel (NED) | 1er                    |
| 22                     | Simon Dehairs (BEL)        | AB                     |
| 23                     | Samuel Gaze (NZL)          | 55e                    |
| 24                     | Timo Kielich (BEL)         | 23e                    |
| 25                     | Sente Sentjens (BEL)       | AB                     |
| 26                     | Stan Van Tricht (BEL)      | 33e                    |
| 27                     | Lennert Belmans (BEL)      | 133e                   |

| XDS Astana Team XAT | XDS Astana Team XAT     | XDS Astana Team XAT |
| ------------------- | ----------------------- | ------------------- |
| Num                 | Coureur                 | Pos                 |
| 31                  | Yevgeniy Fedorov (KAZ)  | 22e                 |
| 32                  | Aaron Gate (NZL)        | 25e                 |
| 33                  | Michele Gazzoli (ITA)   | AB                  |
| 34                  | Max Kanter (GER)        | 137e                |
| 35                  | Alessandro Romele (ITA) | 8e                  |
| 36                  | Gleb Syritsa (RUS)      | 119e                |
| 37                  | Lev Gonov (RUS)         | 122e                |

| Team Picnic-PostNL DFP | Team Picnic-PostNL DFP    | Team Picnic-PostNL DFP |
| ---------------------- | ------------------------- | ---------------------- |
| Num                    | Coureur                   | Pos                    |
| 41                     | Christiaan van Rees (NED) | 116e                   |
| 42                     | Pavel Bittner (CZE)       | AB                     |
| 43                     | Patrick Eddy (AUS)        | 124e                   |
| 44                     | Alexander Edmondson (AUS) | AB                     |
| 45                     | Ryan Gal (NED)            | 123e                   |
| 46                     | Tim Naberman (NED)        | 108e                   |
| 47                     | Casper van Uden (NED)     | 26e                    |

| Groupama-FDJ GFC | Groupama-FDJ GFC        | Groupama-FDJ GFC |
| ---------------- | ----------------------- | ---------------- |
| Num              | Coureur                 | Pos              |
| 51               | Cyril Barthe (FRA)      | 48e              |
| 52               | Lewis Askey (GBR)       | 5e               |
| 53               | Olivier Le Gac (FRA)    | 47e              |
| 54               | Eddy Le Huitouze (FRA)  | 85e              |
| 55               | Clément Davy (FRA)      | 38e              |
| 56               | Lewis Bower (NZL)       | 78e              |
| 57               | Sven Erik Bystrøm (NOR) | 76e              |

| Bahrain Victorious TBV | Bahrain Victorious TBV    | Bahrain Victorious TBV |
| ---------------------- | ------------------------- | ---------------------- |
| Num                    | Coureur                   | Pos                    |
| 61                     | Alberto Bruttomesso (ITA) | 72e                    |
| 62                     | Nicolò Buratti (ITA)      | 18e                    |
| 63                     | Roman Ermakov (RUS)       | 31e                    |
| 64                     | Žak Eržen (SLO)           | 50e                    |
| 65                     | Daniel Skerl (ITA)        | AB                     |
| 66                     | Vlad Van Mechelen (BEL)   | 13e                    |
| 67                     | Fran Miholjević (CRO)     | 100e                   |

| Lidl-Trek LTK | Lidl-Trek LTK             | Lidl-Trek LTK |
| ------------- | ------------------------- | ------------- |
| Num           | Coureur                   | Pos           |
| 71            | Tim Torn Teutenberg (GER) | 24e           |
| 72            | Tim Declercq (BEL)        | 74e           |
| 73            | Martin Pedersen (DEN)     | 130e          |
| 74            | Kristian Egholm (DEN)     | 127e          |
| 75            | Jakob Söderqvist (SWE)    | 106e          |
| 76            | Sebastian Grindley (GBR)  | 73e           |

| Soudal Quick-Step SOQ | Soudal Quick-Step SOQ   | Soudal Quick-Step SOQ |
| --------------------- | ----------------------- | --------------------- |
| Num                   | Coureur                 | Pos                   |
| 81                    | Paul Magnier (FRA)      | 2e                    |
| 82                    | Gil Gelders (BEL)       | 46e                   |
| 83                    | Ayco Bastiaens (BEL)    | 83e                   |
| 84                    | Lars Vanden Heede (BEL) | 36e                   |
| 85                    | Martin Svrček (SVK)     | 77e                   |
| 86                    | Warre Vangheluwe (BEL)  | 111e                  |
| 87                    | Jordi Warlop (BEL)      | 43e                   |

| Lotto LOT | Lotto LOT                    | Lotto LOT |
| --------- | ---------------------------- | --------- |
| Num       | Coureur                      | Pos       |
| 91        | Arnaud De Lie (BEL)          | 14e       |
| 92        | Jasper De Buyst (BEL)        | 59e       |
| 93        | Steffen De Schuyteneer (BEL) | 91e       |
| 94        | Alec Segaert (BEL)           | 19e       |
| 95        | Cédric Beullens (BEL)        | 58e       |
| 96        | Brent Van Moer (BEL)         | 136e      |
| 97        | Mathieu Kockelmann (LUX)     | 102e      |

| Team TotalEnergies TEN | Team TotalEnergies TEN  | Team TotalEnergies TEN |
| ---------------------- | ----------------------- | ---------------------- |
| Num                    | Coureur                 | Pos                    |
| 101                    | Alexys Brunel (FRA)     | 70e                    |
| 102                    | Sandy Dujardin (FRA)    | 52e                    |
| 103                    | Thomas Gachignard (FRA) | 56e                    |
| 104                    | Émilien Jeannière (FRA) | 3e                     |
| 105                    | Samuel Leroux (FRA)     | 82e                    |
| 106                    | Anthony Turgis (FRA)    | 64e                    |
| 107                    | Florian Dauphin (FRA)   | 62e                    |

| Uno-X Mobility UXM | Uno-X Mobility UXM            | Uno-X Mobility UXM |
| ------------------ | ----------------------------- | ------------------ |
| Num                | Coureur                       | Pos                |
| 111                | Erik Nordsæter Resell (NOR)   | 20e                |
| 112                | William Blume Levy (DEN)      | 98e                |
| 113                | Rasmus Bøgh Wallin (DEN)      | 90e                |
| 114                | Stian Fredheim (NOR)          | 6e                 |
| 115                | Jonas Iversby Hvideberg (NOR) | 53e                |
| 116                | Henrik Pedersen (DEN)         | 35e                |
| 117                | Erlend Blikra (NOR)           | 61e                |

| Team Novo Nordisk TNN | Team Novo Nordisk TNN         | Team Novo Nordisk TNN |
| --------------------- | ----------------------------- | --------------------- |
| Num                   | Coureur                       | Pos                   |
| 121                   | Hamish Beadle (NZL)           | AB                    |
| 122                   | Quinten De Graeve (BEL)       | 120e                  |
| 123                   | Declan Irvine (AUS)           | 117e                  |
| 124                   | Matyáš Kopecký (CZE)          | 11e                   |
| 125                   | Alessandro Perracchione (ITA) | AB                    |
| 126                   | Umberto Poli (ITA)            | AB                    |
| 127                   | Filippo Ridolfo (ITA)         | 75e                   |

| Euskaltel-Euskadi EUS | Euskaltel-Euskadi EUS          | Euskaltel-Euskadi EUS |
| --------------------- | ------------------------------ | --------------------- |
| Num                   | Coureur                        | Pos                   |
| 131                   | Xabier Isasa (ESP)             | 125e                  |
| 132                   | Andoni López de Abetxuko (ESP) | AB                    |
| 134                   | Paul Hennequin (FRA)           | 105e                  |
| 135                   | Iker Bonillo (ESP)             | AB                    |
| 136                   | Xabier Berasategi (ESP)        | 135e                  |
| 137                   | Gotzon Martín (ESP)            | 37e                   |

| Unibet Tietema Rockets RKT | Unibet Tietema Rockets RKT | Unibet Tietema Rockets RKT |
| -------------------------- | -------------------------- | -------------------------- |
| Num                        | Coureur                    | Pos                        |
| 141                        | Axel Huens (FRA)           | 21e                        |
| 142                        | Davide Bomboi (BEL)        | 51e                        |
| 143                        | Jelle Johannink (NED)      | 129e                       |
| 144                        | Joren Bloem (NED)          | 60e                        |
| 145                        | Martijn Budding (NED)      | 81e                        |
| 146                        | Lukáš Kubiš (SVK)          | 10e                        |
| 147                        | Tomáš Kopecký (CZE)        | 57e                        |

| Wagner Bazin WB WB2 | Wagner Bazin WB WB2                | Wagner Bazin WB WB2 |
| ------------------- | ---------------------------------- | ------------------- |
| Num                 | Coureur                            | Pos                 |
| 151                 | Pierre Barbier (FRA)               | 87e                 |
| 152                 | Jelle Vermoote (BEL)               | AB                  |
| 153                 | Cériel Desal (BEL)                 | 44e                 |
| 154                 | Quentin Bezza (FRA)                | 109e                |
| 155                 | Loïc Vliegen (BEL)                 | 112e                |
| 156                 | Henri-François Renard-Haquin (FRA) | 49e                 |
| 157                 | Kenneth Van Rooy (BEL)             | 67e                 |

| Team Flanders-Baloise TFB | Team Flanders-Baloise TFB | Team Flanders-Baloise TFB |
| ------------------------- | ------------------------- | ------------------------- |
| Num                       | Coureur                   | Pos                       |
| 161                       | Jules Hesters (BEL)       | 16e                       |
| 162                       | Tom Crabbe (BEL)          | 97e                       |
| 163                       | Brem Deman (BEL)          | 86e                       |
| 164                       | Ward Vanhoof (BEL)        | 17e                       |
| 165                       | Dylan Vandenstorme (BEL)  | 39e                       |
| 166                       | Noah Vandenbranden (BEL)  | 94e                       |
| 167                       | Victor Vercouillie (BEL)  | 80e                       |

| Israel-Premier Tech IPT | Israel-Premier Tech IPT | Israel-Premier Tech IPT |
| ----------------------- | ----------------------- | ----------------------- |
| Num                     | Coureur                 | Pos                     |
| 171                     | Hugo Hofstetter (FRA)   | 7e                      |
| 172                     | Tom Van Asbroeck (BEL)  | 27e                     |
| 173                     | Floris Van Tricht (BEL) | 28e                     |
| 174                     | Jens Verbrugghe (BEL)   | 30e                     |
| 175                     | Kiaan Watts (NZL)       | AB                      |
| 176                     | Euan Woodliffe (GBR)    | 118e                    |
| 177                     | Dylan Bibic (CAN)       | AB                      |

| Van Rysel-Roubaix VRR | Van Rysel-Roubaix VRR     | Van Rysel-Roubaix VRR |
| --------------------- | ------------------------- | --------------------- |
| Num                   | Coureur                   | Pos                   |
| 181                   | Rait Ärm (EST)            | 114e                  |
| 182                   | Daniel Årnes (NOR)        | 131e                  |
| 183                   | Kévin Avoine (FRA)        | 69e                   |
| 184                   | Emmanuel Morin (FRA)      | 96e                   |
| 185                   | Baptiste Planckaert (BEL) | 32e                   |
| 186                   | Valentin Tabellion (FRA)  | AB                    |
| 187                   | Killian Théot (FRA)       | 99e                   |

| Tarteletto-Isorex TIS | Tarteletto-Isorex TIS    | Tarteletto-Isorex TIS |
| --------------------- | ------------------------ | --------------------- |
| Num                   | Coureur                  | Pos                   |
| 191                   | Timothy Dupont (BEL)     | AB                    |
| 192                   | Mauro Verwilt (BEL)      | 29e                   |
| 193                   | Alex Vandenbulcke (BEL)  | 107e                  |
| 194                   | Lennert Teugels (BEL)    | 34e                   |
| 195                   | Jordy Decottignies (BEL) | 126e                  |
| 196                   | Arne Santy (BEL)         | 40e                   |
| 197                   | Robbe Claeys (BEL)       | 71e                   |

| Lotto Kern-Haus PSD Bank LKH | Lotto Kern-Haus PSD Bank LKH | Lotto Kern-Haus PSD Bank LKH |
| ---------------------------- | ---------------------------- | ---------------------------- |
| Num                          | Coureur                      | Pos                          |
| 201                          | Joshua Huppertz (GER)        | AB                           |
| 202                          | Joseph Cosgrove (GBR)        | AB                           |
| 203                          | Louis Grupp (GER)            | AB                           |
| 205                          | Alexandre Kess (LUX)         | AB                           |
| 206                          | Silas Köch (GER)             | 93e                          |
| 207                          | Mil Morang (LUX)             | 88e                          |

| BEAT Cycling Club BCY | BEAT Cycling Club BCY      | BEAT Cycling Club BCY |
| --------------------- | -------------------------- | --------------------- |
| Num                   | Coureur                    | Pos                   |
| 211                   | Martijn Tusveld (NED)      | AB                    |
| 212                   | Michiel Coppens (BEL)      | AB                    |
| 213                   | Stijn Appel (NED)          | AB                    |
| 214                   | Robbe Mellaerts (BEL)      | 121e                  |
| 215                   | Martin Pluto (LAT)         | 42e                   |
| 216                   | Bram Dissel (NED)          | 101e                  |
| 217                   | Hidde van Veenendaal (NED) | 115e                  |

| Illes Balears Arabay IBA | Illes Balears Arabay IBA   | Illes Balears Arabay IBA |
| ------------------------ | -------------------------- | ------------------------ |
| Num                      | Coureur                    | Pos                      |
| 221                      | José Marín (ESP)           | AB                       |
| 222                      | Joan Gamundi (ESP)         | AB                       |
| 223                      | Asier Pablo González (ESP) | AB                       |
| 224                      | Edgar Curto (ESP)          | AB                       |
| 225                      | Pau Llaneras (ESP)         | AB                       |
| 226                      | Joan Albert Riera (ESP)    | 134e                     |
| 227                      | Sergio Trueba (ESP)        | 66e                      |

| VolkerWessels Cycling Team VWT | VolkerWessels Cycling Team VWT | VolkerWessels Cycling Team VWT |
| ------------------------------ | ------------------------------ | ------------------------------ |
| Num                            | Coureur                        | Pos                            |
| 231                            | Thimo Willems (BEL)            | AB                             |
| 232                            | Coen Vermeltfoort (NED)        | 110e                           |
| 233                            | Stijn Daemen (NED)             | 104e                           |
| 234                            | Timo de Jong (NED)             | 79e                            |
| 235                            | Jasper Haest (NED)             | 65e                            |
| 236                            | Max Kroonen (NED)              | AB                             |
| 237                            | Tim Marsman (NED)              | 41e                            |

| Diftar Continental Cycling Team SWY | Diftar Continental Cycling Team SWY | Diftar Continental Cycling Team SWY |
| ----------------------------------- | ----------------------------------- | ----------------------------------- |
| Num                                 | Coureur                             | Pos                                 |
| 241                                 | Rick Ottema (NED)                   | 45e                                 |
| 242                                 | Peter Schulting (NED)               | AB                                  |
| 243                                 | Guillaume Visser (NED)              | 103e                                |
| 244                                 | Quinten Veling (NED)                | 138e                                |
| 245                                 | Marvin Peters (NED)                 | 128e                                |
| 246                                 | Rik van der Wal (NED)               | AB                                  |
| 247                                 | Cas van der Veen (NED)              | AB                                  |

| Intermarché-Wanty IWA | Intermarché-Wanty IWA    | Intermarché-Wanty IWA |
| --------------------- | ------------------------ | --------------------- |
| Num                   | Coureur                  | Pos                   |
| 1                     | Laurenz Rex (BEL)        | AB                    |
| 2                     | Huub Artz (NED)          | 113e                  |
| 3                     | Adrien Petit (FRA)       | 84e                   |
| 4                     | Arne Marit (BEL)         | 12e                   |
| 5                     | Luca Van Boven (BEL)     | 15e                   |
| 6                     | Taco van der Hoorn (NED) | 89e                   |
| 7                     | Gijs Van Hoecke (BEL)    | 92e                   |

| Arkéa-B&B Hotels ARK | Arkéa-B&B Hotels ARK   | Arkéa-B&B Hotels ARK |
| -------------------- | ---------------------- | -------------------- |
| Num                  | Coureur                | Pos                  |
| 11                   | Florian Sénéchal (FRA) | 54e                  |
| 12                   | Jenthe Biermans (BEL)  | 4e                   |
| 13                   | Amaury Capiot (BEL)    | 9e                   |
| 14                   | Baptiste Gillet (FRA)  | 68e                  |

| Arkéa-B&B Hôtels Continentale ___ | Arkéa-B&B Hôtels Continentale ___ | Arkéa-B&B Hôtels Continentale ___ |
| --------------------------------- | --------------------------------- | --------------------------------- |
| Num                               | Coureur                           | Pos                               |
| 15                                | Swann Gloux (FRA)                 | 132e                              |

| Arkéa-B&B Hotels ARK | Arkéa-B&B Hotels ARK | Arkéa-B&B Hotels ARK |
| -------------------- | -------------------- | -------------------- |
| Num                  | Coureur              | Pos                  |
| 16                   | Luca Mozzato (ITA)   | 63e                  |

| Arkéa-B&B Hôtels Continentale ___ | Arkéa-B&B Hôtels Continentale ___ | Arkéa-B&B Hôtels Continentale ___ |
| --------------------------------- | --------------------------------- | --------------------------------- |
| Num                               | Coureur                           | Pos                               |
| 17                                | Emmanuel Houcou (FRA)             | 95e                               |

| Alpecin-Deceuninck ADC | Alpecin-Deceuninck ADC     | Alpecin-Deceuninck ADC |
| ---------------------- | -------------------------- | ---------------------- |
| Num                    | Coureur                    | Pos                    |
| 21                     | Mathieu van der Poel (NED) | 1er                    |
| 22                     | Simon Dehairs (BEL)        | AB                     |
| 23                     | Samuel Gaze (NZL)          | 55e                    |
| 24                     | Timo Kielich (BEL)         | 23e                    |
| 25                     | Sente Sentjens (BEL)       | AB                     |
| 26                     | Stan Van Tricht (BEL)      | 33e                    |
| 27                     | Lennert Belmans (BEL)      | 133e                   |

| XDS Astana Team XAT | XDS Astana Team XAT     | XDS Astana Team XAT |
| ------------------- | ----------------------- | ------------------- |
| Num                 | Coureur                 | Pos                 |
| 31                  | Yevgeniy Fedorov (KAZ)  | 22e                 |
| 32                  | Aaron Gate (NZL)        | 25e                 |
| 33                  | Michele Gazzoli (ITA)   | AB                  |
| 34                  | Max Kanter (GER)        | 137e                |
| 35                  | Alessandro Romele (ITA) | 8e                  |
| 36                  | Gleb Syritsa (RUS)      | 119e                |
| 37                  | Lev Gonov (RUS)         | 122e                |

| Team Picnic-PostNL DFP | Team Picnic-PostNL DFP    | Team Picnic-PostNL DFP |
| ---------------------- | ------------------------- | ---------------------- |
| Num                    | Coureur                   | Pos                    |
| 41                     | Christiaan van Rees (NED) | 116e                   |
| 42                     | Pavel Bittner (CZE)       | AB                     |
| 43                     | Patrick Eddy (AUS)        | 124e                   |
| 44                     | Alexander Edmondson (AUS) | AB                     |
| 45                     | Ryan Gal (NED)            | 123e                   |
| 46                     | Tim Naberman (NED)        | 108e                   |
| 47                     | Casper van Uden (NED)     | 26e                    |

| Groupama-FDJ GFC | Groupama-FDJ GFC        | Groupama-FDJ GFC |
| ---------------- | ----------------------- | ---------------- |
| Num              | Coureur                 | Pos              |
| 51               | Cyril Barthe (FRA)      | 48e              |
| 52               | Lewis Askey (GBR)       | 5e               |
| 53               | Olivier Le Gac (FRA)    | 47e              |
| 54               | Eddy Le Huitouze (FRA)  | 85e              |
| 55               | Clément Davy (FRA)      | 38e              |
| 56               | Lewis Bower (NZL)       | 78e              |
| 57               | Sven Erik Bystrøm (NOR) | 76e              |

| Bahrain Victorious TBV | Bahrain Victorious TBV    | Bahrain Victorious TBV |
| ---------------------- | ------------------------- | ---------------------- |
| Num                    | Coureur                   | Pos                    |
| 61                     | Alberto Bruttomesso (ITA) | 72e                    |
| 62                     | Nicolò Buratti (ITA)      | 18e                    |
| 63                     | Roman Ermakov (RUS)       | 31e                    |
| 64                     | Žak Eržen (SLO)           | 50e                    |
| 65                     | Daniel Skerl (ITA)        | AB                     |
| 66                     | Vlad Van Mechelen (BEL)   | 13e                    |
| 67                     | Fran Miholjević (CRO)     | 100e                   |

| Lidl-Trek LTK | Lidl-Trek LTK             | Lidl-Trek LTK |
| ------------- | ------------------------- | ------------- |
| Num           | Coureur                   | Pos           |
| 71            | Tim Torn Teutenberg (GER) | 24e           |
| 72            | Tim Declercq (BEL)        | 74e           |
| 73            | Martin Pedersen (DEN)     | 130e          |
| 74            | Kristian Egholm (DEN)     | 127e          |
| 75            | Jakob Söderqvist (SWE)    | 106e          |
| 76            | Sebastian Grindley (GBR)  | 73e           |

| Soudal Quick-Step SOQ | Soudal Quick-Step SOQ   | Soudal Quick-Step SOQ |
| --------------------- | ----------------------- | --------------------- |
| Num                   | Coureur                 | Pos                   |
| 81                    | Paul Magnier (FRA)      | 2e                    |
| 82                    | Gil Gelders (BEL)       | 46e                   |
| 83                    | Ayco Bastiaens (BEL)    | 83e                   |
| 84                    | Lars Vanden Heede (BEL) | 36e                   |
| 85                    | Martin Svrček (SVK)     | 77e                   |
| 86                    | Warre Vangheluwe (BEL)  | 111e                  |
| 87                    | Jordi Warlop (BEL)      | 43e                   |

| Lotto LOT | Lotto LOT                    | Lotto LOT |
| --------- | ---------------------------- | --------- |
| Num       | Coureur                      | Pos       |
| 91        | Arnaud De Lie (BEL)          | 14e       |
| 92        | Jasper De Buyst (BEL)        | 59e       |
| 93        | Steffen De Schuyteneer (BEL) | 91e       |
| 94        | Alec Segaert (BEL)           | 19e       |
| 95        | Cédric Beullens (BEL)        | 58e       |
| 96        | Brent Van Moer (BEL)         | 136e      |
| 97        | Mathieu Kockelmann (LUX)     | 102e      |

| Team TotalEnergies TEN | Team TotalEnergies TEN  | Team TotalEnergies TEN |
| ---------------------- | ----------------------- | ---------------------- |
| Num                    | Coureur                 | Pos                    |
| 101                    | Alexys Brunel (FRA)     | 70e                    |
| 102                    | Sandy Dujardin (FRA)    | 52e                    |
| 103                    | Thomas Gachignard (FRA) | 56e                    |
| 104                    | Émilien Jeannière (FRA) | 3e                     |
| 105                    | Samuel Leroux (FRA)     | 82e                    |
| 106                    | Anthony Turgis (FRA)    | 64e                    |
| 107                    | Florian Dauphin (FRA)   | 62e                    |

| Uno-X Mobility UXM | Uno-X Mobility UXM            | Uno-X Mobility UXM |
| ------------------ | ----------------------------- | ------------------ |
| Num                | Coureur                       | Pos                |
| 111                | Erik Nordsæter Resell (NOR)   | 20e                |
| 112                | William Blume Levy (DEN)      | 98e                |
| 113                | Rasmus Bøgh Wallin (DEN)      | 90e                |
| 114                | Stian Fredheim (NOR)          | 6e                 |
| 115                | Jonas Iversby Hvideberg (NOR) | 53e                |
| 116                | Henrik Pedersen (DEN)         | 35e                |
| 117                | Erlend Blikra (NOR)           | 61e                |

| Team Novo Nordisk TNN | Team Novo Nordisk TNN         | Team Novo Nordisk TNN |
| --------------------- | ----------------------------- | --------------------- |
| Num                   | Coureur                       | Pos                   |
| 121                   | Hamish Beadle (NZL)           | AB                    |
| 122                   | Quinten De Graeve (BEL)       | 120e                  |
| 123                   | Declan Irvine (AUS)           | 117e                  |
| 124                   | Matyáš Kopecký (CZE)          | 11e                   |
| 125                   | Alessandro Perracchione (ITA) | AB                    |
| 126                   | Umberto Poli (ITA)            | AB                    |
| 127                   | Filippo Ridolfo (ITA)         | 75e                   |

| Euskaltel-Euskadi EUS | Euskaltel-Euskadi EUS          | Euskaltel-Euskadi EUS |
| --------------------- | ------------------------------ | --------------------- |
| Num                   | Coureur                        | Pos                   |
| 131                   | Xabier Isasa (ESP)             | 125e                  |
| 132                   | Andoni López de Abetxuko (ESP) | AB                    |
| 134                   | Paul Hennequin (FRA)           | 105e                  |
| 135                   | Iker Bonillo (ESP)             | AB                    |
| 136                   | Xabier Berasategi (ESP)        | 135e                  |
| 137                   | Gotzon Martín (ESP)            | 37e                   |

| Unibet Tietema Rockets RKT | Unibet Tietema Rockets RKT | Unibet Tietema Rockets RKT |
| -------------------------- | -------------------------- | -------------------------- |
| Num                        | Coureur                    | Pos                        |
| 141                        | Axel Huens (FRA)           | 21e                        |
| 142                        | Davide Bomboi (BEL)        | 51e                        |
| 143                        | Jelle Johannink (NED)      | 129e                       |
| 144                        | Joren Bloem (NED)          | 60e                        |
| 145                        | Martijn Budding (NED)      | 81e                        |
| 146                        | Lukáš Kubiš (SVK)          | 10e                        |
| 147                        | Tomáš Kopecký (CZE)        | 57e                        |

| Wagner Bazin WB WB2 | Wagner Bazin WB WB2                | Wagner Bazin WB WB2 |
| ------------------- | ---------------------------------- | ------------------- |
| Num                 | Coureur                            | Pos                 |
| 151                 | Pierre Barbier (FRA)               | 87e                 |
| 152                 | Jelle Vermoote (BEL)               | AB                  |
| 153                 | Cériel Desal (BEL)                 | 44e                 |
| 154                 | Quentin Bezza (FRA)                | 109e                |
| 155                 | Loïc Vliegen (BEL)                 | 112e                |
| 156                 | Henri-François Renard-Haquin (FRA) | 49e                 |
| 157                 | Kenneth Van Rooy (BEL)             | 67e                 |

| Team Flanders-Baloise TFB | Team Flanders-Baloise TFB | Team Flanders-Baloise TFB |
| ------------------------- | ------------------------- | ------------------------- |
| Num                       | Coureur                   | Pos                       |
| 161                       | Jules Hesters (BEL)       | 16e                       |
| 162                       | Tom Crabbe (BEL)          | 97e                       |
| 163                       | Brem Deman (BEL)          | 86e                       |
| 164                       | Ward Vanhoof (BEL)        | 17e                       |
| 165                       | Dylan Vandenstorme (BEL)  | 39e                       |
| 166                       | Noah Vandenbranden (BEL)  | 94e                       |
| 167                       | Victor Vercouillie (BEL)  | 80e                       |

| Israel-Premier Tech IPT | Israel-Premier Tech IPT | Israel-Premier Tech IPT |
| ----------------------- | ----------------------- | ----------------------- |
| Num                     | Coureur                 | Pos                     |
| 171                     | Hugo Hofstetter (FRA)   | 7e                      |
| 172                     | Tom Van Asbroeck (BEL)  | 27e                     |
| 173                     | Floris Van Tricht (BEL) | 28e                     |
| 174                     | Jens Verbrugghe (BEL)   | 30e                     |
| 175                     | Kiaan Watts (NZL)       | AB                      |
| 176                     | Euan Woodliffe (GBR)    | 118e                    |
| 177                     | Dylan Bibic (CAN)       | AB                      |

| Van Rysel-Roubaix VRR | Van Rysel-Roubaix VRR     | Van Rysel-Roubaix VRR |
| --------------------- | ------------------------- | --------------------- |
| Num                   | Coureur                   | Pos                   |
| 181                   | Rait Ärm (EST)            | 114e                  |
| 182                   | Daniel Årnes (NOR)        | 131e                  |
| 183                   | Kévin Avoine (FRA)        | 69e                   |
| 184                   | Emmanuel Morin (FRA)      | 96e                   |
| 185                   | Baptiste Planckaert (BEL) | 32e                   |
| 186                   | Valentin Tabellion (FRA)  | AB                    |
| 187                   | Killian Théot (FRA)       | 99e                   |

| Tarteletto-Isorex TIS | Tarteletto-Isorex TIS    | Tarteletto-Isorex TIS |
| --------------------- | ------------------------ | --------------------- |
| Num                   | Coureur                  | Pos                   |
| 191                   | Timothy Dupont (BEL)     | AB                    |
| 192                   | Mauro Verwilt (BEL)      | 29e                   |
| 193                   | Alex Vandenbulcke (BEL)  | 107e                  |
| 194                   | Lennert Teugels (BEL)    | 34e                   |
| 195                   | Jordy Decottignies (BEL) | 126e                  |
| 196                   | Arne Santy (BEL)         | 40e                   |
| 197                   | Robbe Claeys (BEL)       | 71e                   |

| Lotto Kern-Haus PSD Bank LKH | Lotto Kern-Haus PSD Bank LKH | Lotto Kern-Haus PSD Bank LKH |
| ---------------------------- | ---------------------------- | ---------------------------- |
| Num                          | Coureur                      | Pos                          |
| 201                          | Joshua Huppertz (GER)        | AB                           |
| 202                          | Joseph Cosgrove (GBR)        | AB                           |
| 203                          | Louis Grupp (GER)            | AB                           |
| 205                          | Alexandre Kess (LUX)         | AB                           |
| 206                          | Silas Köch (GER)             | 93e                          |
| 207                          | Mil Morang (LUX)             | 88e                          |

| BEAT Cycling Club BCY | BEAT Cycling Club BCY      | BEAT Cycling Club BCY |
| --------------------- | -------------------------- | --------------------- |
| Num                   | Coureur                    | Pos                   |
| 211                   | Martijn Tusveld (NED)      | AB                    |
| 212                   | Michiel Coppens (BEL)      | AB                    |
| 213                   | Stijn Appel (NED)          | AB                    |
| 214                   | Robbe Mellaerts (BEL)      | 121e                  |
| 215                   | Martin Pluto (LAT)         | 42e                   |
| 216                   | Bram Dissel (NED)          | 101e                  |
| 217                   | Hidde van Veenendaal (NED) | 115e                  |

| Illes Balears Arabay IBA | Illes Balears Arabay IBA   | Illes Balears Arabay IBA |
| ------------------------ | -------------------------- | ------------------------ |
| Num                      | Coureur                    | Pos                      |
| 221                      | José Marín (ESP)           | AB                       |
| 222                      | Joan Gamundi (ESP)         | AB                       |
| 223                      | Asier Pablo González (ESP) | AB                       |
| 224                      | Edgar Curto (ESP)          | AB                       |
| 225                      | Pau Llaneras (ESP)         | AB                       |
| 226                      | Joan Albert Riera (ESP)    | 134e                     |
| 227                      | Sergio Trueba (ESP)        | 66e                      |

| VolkerWessels Cycling Team VWT | VolkerWessels Cycling Team VWT | VolkerWessels Cycling Team VWT |
| ------------------------------ | ------------------------------ | ------------------------------ |
| Num                            | Coureur                        | Pos                            |
| 231                            | Thimo Willems (BEL)            | AB                             |
| 232                            | Coen Vermeltfoort (NED)        | 110e                           |
| 233                            | Stijn Daemen (NED)             | 104e                           |
| 234                            | Timo de Jong (NED)             | 79e                            |
| 235                            | Jasper Haest (NED)             | 65e                            |
| 236                            | Max Kroonen (NED)              | AB                             |
| 237                            | Tim Marsman (NED)              | 41e                            |

| Diftar Continental Cycling Team SWY | Diftar Continental Cycling Team SWY | Diftar Continental Cycling Team SWY |
| ----------------------------------- | ----------------------------------- | ----------------------------------- |
| Num                                 | Coureur                             | Pos                                 |
| 241                                 | Rick Ottema (NED)                   | 45e                                 |
| 242                                 | Peter Schulting (NED)               | AB                                  |
| 243                                 | Guillaume Visser (NED)              | 103e                                |
| 244                                 | Quinten Veling (NED)                | 138e                                |
| 245                                 | Marvin Peters (NED)                 | 128e                                |
| 246                                 | Rik van der Wal (NED)               | AB                                  |
| 247                                 | Cas van der Veen (NED)              | AB                                  |

### Classements UCI
La course attribue des points au classement mondial UCI 2025 selon le barème suivant :
| Position           | 1er | 2e | 3e | 4e | 5e | 6e | 7e | 8e | 9e | 10e | 11e | 12e | 13e à 15e | 16e à 25e |
| Classement général | 125 | 85 | 70 | 60 | 50 | 40 | 35 | 30 | 25 | 20  | 15  | 10  | 5         | 3         |